# Television Personalities
Television Personalities (TV Personalities, TVP) — музыкальный проект англичанина Дэна Триси (Dan Treacy), остававшегося единственным постоянным участником коллектива на протяжении всего его существования; одна из наиболее ранних постпанк- и инди-поп-групп.

## История
Первый сингл группы, «14th Floor / Oxford Street W1», был выпущен в начале 1978 года; за ним последовал EP «Where’s Bill Grundy Now?», на который вошла одна из самых известных песен Триси, «Part-Time Punks», и дебютный лонгплей «…And Don’t The Kids Just Love It», вышедший в 1981. Альбом, в звучании и лирической тематике которого чувствовалось заметное влияние поп- и рок-музыки 1960-х и, в частности, таких исполнителей, как The Kinks, The Zombies и Сид Барретт (последнему была посвящена песня «I Know Where Syd Barrett Lives», выпущенная в том же году синглом и вошедшая в число самых популярных и узнаваемых песен TV Personalities), считается одной из самых первых (и самых значимых) записей в британском тви- и инди-попе; по словам Стюарта Мейсона с All Music Guide, этот альбом «предвосхитил идею C86… и концепцию lo-fi» и, «хотя в своё время он, может быть, казался слушателям безнадежно дилетантским альбомом, плохо записанной дешевкой, сегодня со всей ясностью очевидно, что это яркий и влиятельный альбом, который прекрасно работает от начала и до конца». Pitchfork Media включил «…And Don’t The Kids Just Love It» в число ста главных альбомов 1980-х под номером 64, отдав должное «влиянию, которое он, как известно, оказал на десятки артистов» и «простоте и обаятельности его чарующих, запоминающихся тви-поп-мелодий». В следующих альбомах TVP ещё более явно проявились психоделические тенденции; при том, что в родной Британии группа широкой популярностью не пользовалась, их пластинки стабильно раскупались за рубежом — в Германии, Швеции и Нидерландах. Альбом 1984 г. «The Painted World» оказался неожиданно мрачным; его депрессивная направленность оказалась созвучна общественным настроениям в тэтчеристской Англии и удручающим событиям в личной жизни самого Триси. В том же году произошёл ставший знаменитым скандальный инцидент: TV Personalities, приглашенные играть на «разогреве» у Дэвида Гилмора из Pink Floyd, были выгнаны с концерта после того, как Триси зачитал со сцены домашний адрес своего кумира Сида Барретта, первого фронтмена Pink Floyd, вынужденного уйти из группы ещё в начале её карьеры в связи с расстройством психики. Вскоре после этого в составе группы произошёл ряд изменений; следующий альбом TVP, «Privilege», вышел только в 1990 г.
В 1998 г. Дэн Триси, у которого к тому времени образовались серьёзные проблемы с наркотиками, был арестован за магазинную кражу и последующие шесть лет провел в заключении. Пребывание в тюрьме пошло ему на пользу: за это время он более-менее разрешил свои проблемы со здоровьем и вскоре после выхода на свободу выпустил новый альбом, в общем и целом приветливо встреченный критиками. В 2006 Джулиан Генри из The Guardian выдвинул конспирологическую теорию, согласно которой Дэн Триси был «тайным» автором всех песен Arctic Monkeys, хотя единственными основаниями для этого предположения могут послужить лишь некоторое сходство в лирической и музыкальной направленности обеих групп и тот факт, что фронтмен Arctic Monkeys Алекс Тернер не числится в выходных данных их альбомов как автор песен. В 2010 MGMT выпустили песню «Song for Dan Treacy» и тем самым привлекли к творчеству TV Personalities внимание широкой аудитории.
В конце 2011 года Дэн Триси прошёл срочную операцию по удалению тромба из головного мозга. Состояние музыканта после операции было весьма тяжелым; в настоящее время (весна 2013) он восстанавливается после болезни.

## Дискография
- …And Don't The Kids Just Love It (1980, Rough Trade)
- Mummy Your Not Watching Me (1982, Whaam!)
- They Could Have Been Bigger Than the Beatles (1982, Whaam!)
- The Painted Word (1984, Illuminated)
- Chocolat-Art (A Tribute to James Last) (1985, Pastell) (live in Germany 1984)
- Privilege (1990, Fire)
- Camping in France (Live) (1991, Overground)
- Closer to God (1992, Fire)
- How I Learned To Love The Bomb (1994, Overground)
- Yes Darling, but is it Art? (Early Singles & Rarities) (1995, Fire)
- I Was A Mod Before You Was A Mod (1995, Overground)
- Top Gear (1996, Overground)
- Paisley Shirts & Mini Skirts (1997, Overground)
- Don’t Cry Baby, It’s Only a Movie (1998)
- Part Time Punks — The Very Best of the Television Personalities (1999)
- Fashion Conscious (2002)
- And They All Lived Happily Ever After (2006, Damaged Goods)
- 'My Dark Places (2006)
- Are We Nearly There Yet? (2007)
- A Memory is Better Than Nothing written by (Dan Treacy) (TexasBob Juarez) (Mike Stone) (1 June 2010)